# Ура-Тюбинская область
Ура́-Тюби́нская область (тадж. Вилояти Ӯротеппа ) — административная единица на территории Таджикской ССР, существовавшая с 19 января 1945 года по 23 января 1947 года. Образована из южной части Ленинабадской области. Располагалась в горах Тянь-Шаня и Гиссаро-Алая. Указом Президиума Верховного Совета СССР от 23 января 1947 года область была ликвидирована, административные районы области вошли в состав Ленинабадской области.
Административный центр — Ура-Тюбе.
Районы:
- Ганчинский район
- Захматабадский район
- Калининабадский район
- Колхозчионский район
- Матчинский район
- Пенджикентский район
- Ура-Тюбинский район
- Шахристанский район